# Marie-Amélie (chanteuse)
 (juillet 2025).
Motif : Insuffisamment de sources secondaires démontrant le notoriété requise pour un article Cf WP:CAA et WP:NPER
- Archive Wikiwix
- Bing
- Cairn
- DuckDuckGo
- E. Universalis
- Gallica
- Google
- G. Books
- G. News
- G. Scholar
- Persée
- Qwant
- (zh) Baidu
- (ru) Yandex
- (wd) trouver des œuvres sur Wikidata

| 1. | Préciser le motif de la pose du bandeau. | Précisez le motif de la pose du bandeau en utilisant la syntaxe suivante : {{admissibilité à vérifier\|date=juillet 2025\|motif=remplacez ce texte par le motif}}                             |
| 2. | Informer les utilisateurs concernés.     | Pensez à avertir le créateur de l'article, par exemple, en insérant le code ci-dessous sur sa page de discussion : {{subst:avertissement admissibilité à vérifier\|Marie-Amélie (chanteuse)}} |

Ne doit pas être confondu avec Marie-Amélie Seigner.
Marie-Amélie, puis Marion, est une chanteuse française.

## Discographie
- 1980 : Amélie
- 1981 : Sayonara monsieur Kung Fu (La maison de papier)
- 1982 : La Dolce Vita
- 1984 : Les boys
- 1985 : J’te dis pas non, mais j’te dis pas oui